# Henryk Rosmarin
Henryk Rosmarin, także: Rozmaryn i Rosmaryn (ur. 13 października 1882 w Peratynie, zm. 3 lutego 1955 w Tel Awiwie) – polski polityk żydowskiego pochodzenia, syjonista, adwokat, poseł na Sejm I, II i III kadencji w II RP.

## Życiorys
Urodził się 13 października 1882 w Peratynie, woj. tarnopolskie, w rodzinie Bernarda i Anny z Wittlinów. Ukończył gimnazjum oo. Bernardynów we Lwowie, następnie wydziały: filozoficzny i prawa Uniwersytetu Franciszkańskiego, gdzie obronił również doktorat. Studia uzupełnił na uniwersytetach w Berlinie i Wiedniu. W czasie I wojny światowej był oficerem artylerii w wojsku austriackim.
Po uzyskaniu absolutorium pracował jako adwokat w miastach Galicji Wschodniej, w tym we Lwowie, od 1932 prowadził kancelarię adwokacką również w Warszawie.
Już na studiach zaczął przejawiać poglądy syjonistyczne, w 1918 został wybrany na członka Centralnego Komitetu Syjonistycznego na ziemiach polskich. W 1919 we Lwowie założył syjonistyczne pismo w języku polskim „Chwila”, którego był współwłaścicielem i długoletnim redaktorem. W latach 1925–1935 był prezesem Żydowskiego Klubu Sportowego Hasmonea we Lwowie. Ponadto był prezesem Centrali Kas Pożyczkowych i organizacji sportowej Makkabi w Polsce.
Piastował mandat posła na Sejm I, II i III kadencji (1922–1935). W latach 1922–1927 wiceprzewodniczył Żydowskiemu Klubowi Parlamentarnemu. Był wiceprezesem Organizacji Syjonistycznej Małopolski Wschodniej oraz Światowego Kongresu Syjonistycznego.
Po wybuchu II wojny światowej przedostał się do Rumunii i stamtąd w 1940 do Palestyny. Od 1941 do 1945 pełnił funkcję generalnego konsula RP w Tel Awiwie, będąc bardzo pomocny Polakom. Po 1945 pozostał w Izraelu, gdzie zmarł 3 lutego 1955 roku. Został pochowany na cmentarzu Nachalat Jicchak.